# Дорсо
Дорсо (фр. Dorceau) насеље је и општина у северној Француској у региону Доња Нормандија, у департману Орн која припада префектури Мортањ о Перш.
По подацима из 2011. године у општини је живело 407 становника, а густина насељености је износила 27,72 становника/km². Општина се простире на површини од 14,68 km². Налази се на средњој надморској висини од 145 метара (максималној 230 m, а минималној 115 m).

## Демографија
| 1962. | 1968. | 1975. | 1982. | 1990. | 1999. | 2011. |
| ----- | ----- | ----- | ----- | ----- | ----- | ----- |
| 310   | 336   | 321   | 313   | 345   | 383   | 407   |

График промене броја становника у току последњих година